# Kümpelpresse (Magdeburg)

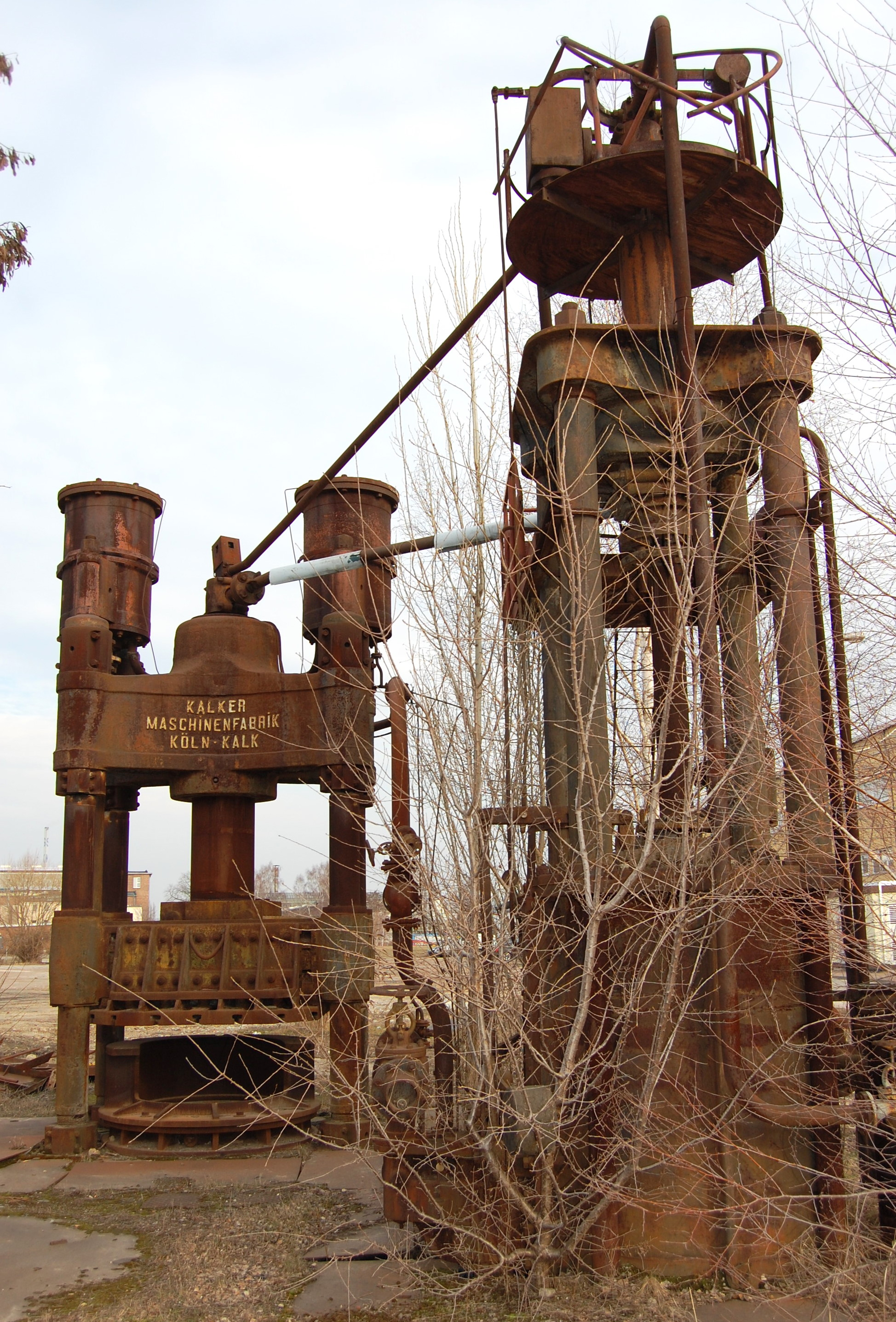
Kümpelpresse in Magdeburg-Salbke

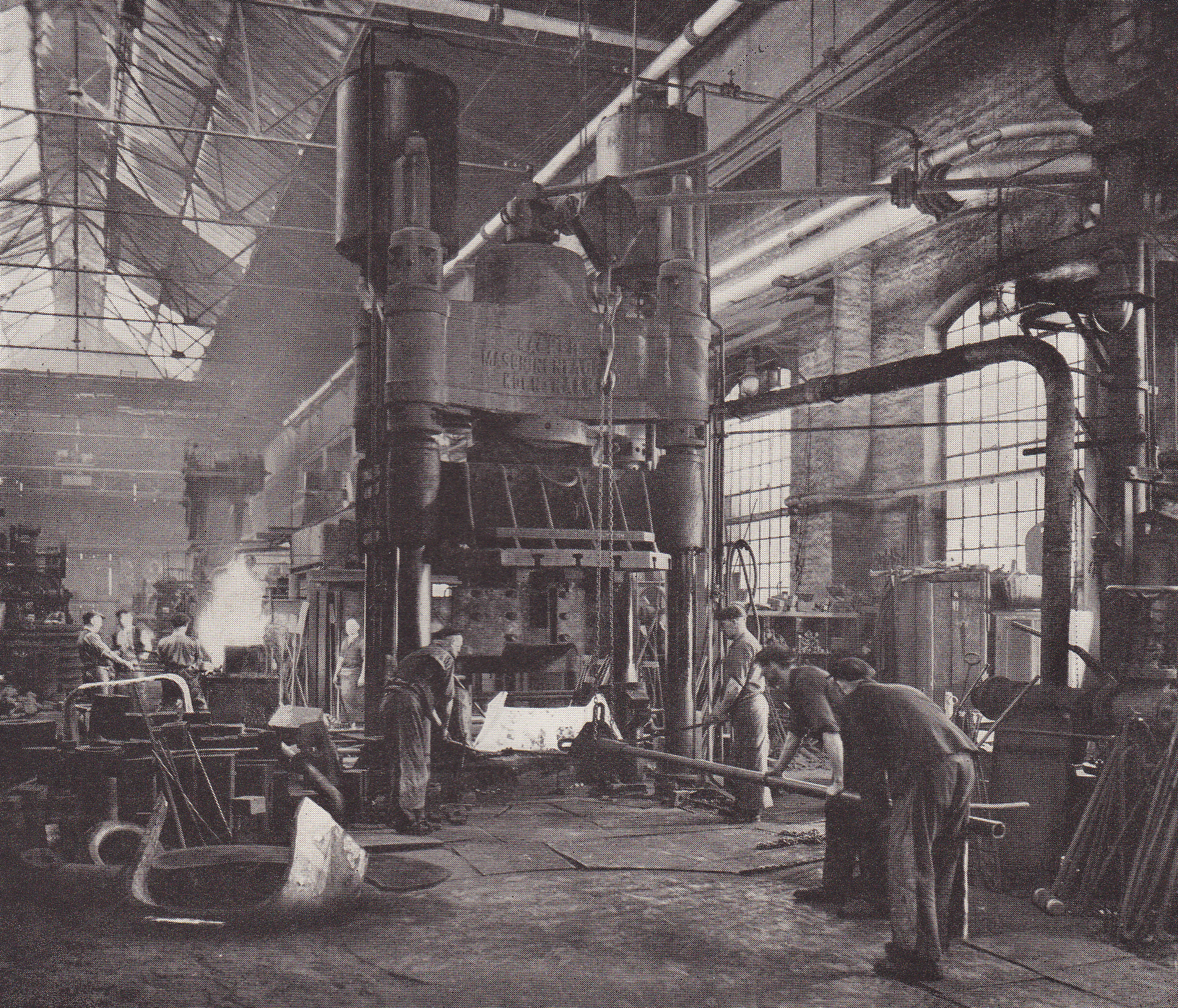
Kümpelpresse im Einsatz, Aufnahme vor 1939

Die Kümpelpresse ist eine denkmalgeschützte Presse im Technikmuseum Magdeburg.
Die Anlage stand auf dem Gelände des ehemaligen Schwermaschinenbaukombinats Karl Liebknecht, der vormaligen Maschinenfabrik Rudolf Wolf im Magdeburger Stadtteil Salbke.  Sie wurde etwa im Jahr 1910 durch die Kalker Werkzeugmaschinen-Fabrik Köln-Kalk gebaut und diente zum Kümpeln, also zum Formen von Kesselböden für Lokomobile. Die Kümpelpresse verfügt dabei über einen dampfhydraulischen Antrieb. Die Treibung des Dampfs erfolgte durch eine einzylindrige, mit langem Hub versehene Presspumpe.
Die Kümpelpresse ist seit längerem außer Betrieb und stand nach Entfernung der ursprünglich umgebenden Bebauung im Freien. Ende 2010/Anfang 2011 wurde die Anlage inklusive ihrer unterirdisch befindlichen Bestandteile abgebaut. Die Einzelteile wurden im Technikmuseum eingelagert. Es ist geplant, die Anlage aufzuarbeiten und auf dem Museumsgelände wiederaufzubauen. Dabei soll mit Pressluft auch eine begrenzte Funktionalität wiederhergestellt werden.